# 吉良川町
吉良川町（きらがわちょう）は、高知県室戸市北西部にある町丁。町並みは国の重要伝統的建造物群保存地区に選定されている。
かつては同一地域に安芸郡の町として所在した。

## 概要
国道55号沿いにあり、室戸岬から北西に約16kmに位置する。
吉良川町は古来より木材や薪などの森林資源の集積地として京阪神に出荷していた。鎌倉時代の「京都石清水八幡宮文書目録」にも木材産地として吉良川の名が記されている。明治時代より近郊で産出するウバメガシから備長炭が生産されるようになった。大正時代になると製炭技術が発達し吉良川炭は日本を代表する良質な備長炭となっていった。京阪神を中心に海路で出荷され、帰りの船で日用品を持ち帰り、その交易で明治から昭和初期にかけて繁栄した。その経済力を背景に町並みが形成された。
- 煉瓦の蔵
- いしぐろに囲まれた家
- 玄関に貼られたお札

## 沿革
- 1889年（明治22年）4月1日 - 町村制の施行により安芸郡吉良川村が単独で自治体を形成。
- 1940年（昭和15年）2月11日 - 吉良川村が町制施行して吉良川町となる。
- 1959年（昭和34年）3月1日 - 佐喜浜町、室戸町、室戸岬町、羽根村と新設合併して室戸市が発足。室戸市吉良川町となる。
- 1997年（平成9年）10月31日 - 国の重要伝統的建造物群保存地区に選定。

## 集落の構成
集落は海岸に近い下町地区と山側の上町地区で構成されている。建物は明治・大正時代に建築されたものが多い。家々の玄関先には正月や立春に日々の平穏を願ってお札が貼られている。

### 下町地区
旧土佐街道沿いに切妻造の町家が立ち並ぶ。奥に細長い短冊形の敷地に主屋が道に面して建つ。少し離れた背後に釜屋と呼ばれる台所が設けられている。主屋・釜屋の他に土蔵・離れ・雪隠・風呂などの付帯棟、渡り廊下・座敷庭などが配され、分棟型の家屋構成となっている。町家の壁面は土佐漆喰が多用されており強い風雨から家屋を守るために「水切り瓦」と呼ばれる小さな庇が設けられている。明治後期には船底に積んで帰った煉瓦を使用した壁面も見られるようになった。「つし二階」と呼ばれる天井の低い二階が多く、明かり取りのために「虫籠窓」という桟が取り付けられている。

### 上町地区
江戸時代中期頃に見られる方形に近い農家型の地割りが残っている。室戸市は台風銀座とも呼ばれる台風常襲地区で、家の周囲は「いしぐろ」と呼ばれる石垣塀で囲んで家屋を風雨から守っている。いしぐろに使用する石は主に浜辺で採取される浜石と河原石の二種であり、玉石のまま使用したり半分に割って空積み・練積み（ねりづみ）という積み方で積まれている。

## 名所・施設
- 松本家住宅 - 街道の角にある表蔵が特徴的
- 武井家住宅 - 明治44年（1911年）築。平屋・つし二階・二階が混在する。壁に煉瓦を用いている。
- 細木和家住宅 - 主屋は明治39年（1906年）築。田の字型の間取り。現在も備長炭を扱う商家。
- 細木隆昌家住宅 - 明治24年（1891年）築。初代は呉服業を営んだ。主屋はつし二階建てで道に面した2室はミセと呼ばれる。
- 池田家住宅 - 炭問屋を営んでいた。蔵・店の腰壁は海鼠塀を用いている。現在、カフェ.宿泊施設として活用。
- 仙頭家住宅 - いしぐろに囲まれた上町地区の代表的建築。
- 木下家住宅 - いしぐろに囲まれた民家。明治時代には隠居屋敷として使用されていた。
- 熊懐家住宅（旧吉良川郵便局） - 大正11年〜12年（1922年 - 1923年）頃建てられた擬洋風建築。昭和40年（1965年）まで郵便局として使用されていた。鬼瓦にある「〒」マークが特徴。
- 宮の内のいしぐろ
- 御田八幡宮 - 町の鎮守。御田祭（鎌倉時代より続き西暦奇数年5月3日に催され田楽・猿楽が奉納され国の重要無形民俗文化財に指定されている）、秋の神祭（毎年10月第二土日に催され提灯で飾られた花台・船が町を練り進む）の二大祭りがある。
- 町並み館 - 古い民家を開放している。
- 室戸警察署吉良川駐在所
- 道の駅キラメッセ室戸

- 松本家と吉良川の町並み
- 細木家と御田八幡宮
- 池田家土蔵
- 〒マークの鬼瓦（旧吉良川郵便局）

## 重要伝統的建造物群保存地区データ
- 名称 - 室戸市吉良川町重要伝統的建造物群保存地区
- 種別 - 在郷町
- 伝統的建造物 - 建造物：120棟・工作物：42・環境物件：1　計163
- 面積 - 18.3ヘクタール
- 選定年月日 - 1997年10月31日